# Apollonio (magister militum)
Apollonio (in latino Apollonius; fl. 443-451) è stato un generale romano.

## Biografia
Era imparentato con Saturnino, dato che suo fratello ne aveva sposato la figlia. Ben educato e pagano, entro il 448 divenne cristiano. Ricevette due lettere da Teodoreto.
È attestato come magister militum praesentalis d'Oriente dal 443 al 451, anno in cui fu inviato da Attila come ambasciatore, senza che il sovrano unno lo accogliesse, in quanto Apollonio non recava il tributo da lui richiesto; in quell'anno è attestato come sostenitore del magister militum Zenone.
Potrebbe essere identificabile con l'Apollonio console nel 460.